# SaU 005/008
Метеориты Sayh al Uhaymir 005/008, SaU 005/008, Sayh al Uhaymir 005, SaU 005, Sayh al Uhaymir 008, SaU 005 (с англ. — «Сайх аль Ухаймир 005/008») — группа из двух марсианских метеоритов Sayh al Uhaymir 005 и Sayh al Uhaymir 008, состоящих из пяти фрагментов общей массой 9,923 кг, найденных в 1999 году в пустыне в районе Сайх аль Ухаймир Эль-Вусты в Омане, сходных по происхождению, составу и обстоятельствам обнаружения.

## История
Метеориты SaU 005 и SaU 008 были найдены неизвестными искателями 26 ноября 1999 года в пустыне в районе Сайх аль Ухаймир Эль-Вусты в Омане, на расстоянии 1864 метра друг от друга.

## Характеристики
Группа включает в себя пять макроскопически идентичных серо-зеленоватых метеоритов общей массой 9,923 кг. 
SaU 005 состоит из трёх фрагментов массой 561 г, 547 г и 236 г (совокупно — 1,344 кг), частично покрытых корой плавления и регмаглиптами. SaU 008 состоит из одного крупного экземпляра массой 7,805 кг и диаметром около 17 см и второго фрагмента массой 774 г (совокупно — 8,579 кг).
SaU 005/008 состоит из порфировой текстуры с крупными вкраплениями оливина в мелкозернистой основной массе пижонита и маскелинита, а также авгита, фосфатов и др. Метеорит испытал сильное деформационное воздействие, имеются двойникование и трещиноватость клинопироксена, мозаичность и плоская деформация оливинов, области ударного плавления с закалочной текстурой. Упал относительно недавно, лишь несколько крупных трещин частично заполнены кальцитом.
Возраст SaU 005/008 оценивается в 445 ± 18 млн лет, при сроке воздействия на него космического излучения — 1 млн лет.
К группе SaU 005/008 также относят обнаруженные в том же районе в течение 2000—2014 годов метеориты SaU 051, SaU 094, SaU 060, SaU 090, SaU 150, SaU 120, SaU 125, SaU 130 и SaU 587 общей массой (вместе с SaU 005/008) 11,217 кг.